# Placówka Straży Granicznej w Świecku
Placówka Straży Granicznej w Świecku z siedzibą w Słubicach – graniczna jednostka organizacyjna Straży Granicznej realizująca zadania w ochronie granicy państwowej z Republiką Federalną Niemiec.

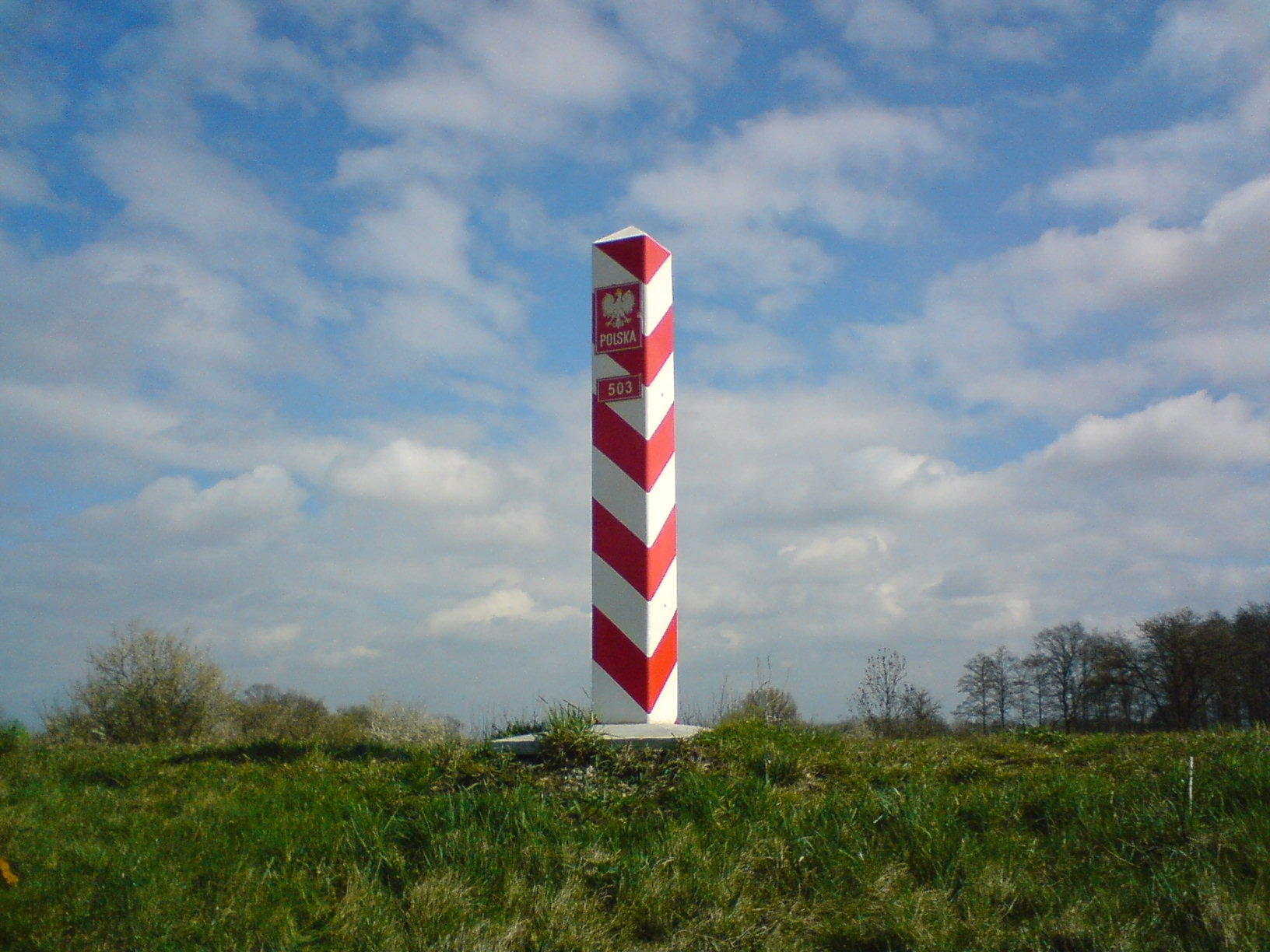
Granica polsko-niemiecka, znak gran. nr 503 na wale przeciwpowodziowym w rej. Nowego Lubusza (kwiecień 2008)

## Formowanie i zmiany organizacyjne
Placówka Straży Granicznej w Świecku (PSG w Świecko) z siedzibą w byłym przejściu granicznym Świecko-Frankfurt w miejscowości Świecko, została utworzona 24 sierpnia 2005 w strukturach Lubuskiego Oddziału Straży Granicznej z przemianowania Granicznej Placówki Kontrolnej Straży Granicznej w Świecku. Znacznie rozszerzono także uprawnienia komendantów, m.in. w zakresie działań podejmowanych wobec cudzoziemców przebywających na terytorium RP.
Zgodnie ze zmianami organizacyjnymi 1 czerwca 2009 Placówka SG w Świecku została włączona w struktury utworzonego Nadodrzańskiego Oddziału Straży Granicznej w Krośnie Odrzańskim.

## Ochrona granicy
PSG w Świecku ochrania odcinek granicy państwowej wzdłuż Odry o łącznej długości 58,39 km. W zasięgu terytorialnym placówki znajduje się międzynarodowy szlak komunikacyjny droga E-30 (autostrada A-2) oraz międzynarodowy szlak kolejowy Warszawa–Berlin, Warszawa–Amsterdam i Moskwa–Berlin.

### Terytorialny zasięg działania
Stan z 1 sierpnia 2011
Obszar działania Placówki Straży Granicznej w Świecku obejmował:
- Od znaku granicznego nr 432 do znaku gran. nr 521.
- Strefa nadgraniczna, linia rozgraniczenia z:

1. Placówką Straży Granicznej w Zielonej Górze-Babimoście: włącznie znak graniczny nr 432, dalej granicą gmin Gubin i Maszewo oraz Cybinka i Torzym.
2. Placówką Straży Granicznej w Gorzowie Wielkopolskim: wyłącznie znak graniczny nr 521 dalej granicą gmin Słubice, Rzepin i Ośno Lubuskie oraz Górzyca i Słońsk.

- Poza strefą nadgraniczną: obejmował powiat świebodziński, z powiatu międzyrzeckiego gmina Trzciel.

### Przejścia graniczne
- Świecko-Frankfurt (drogowe) – do 21.12.2007[1]
- Słubice-Frankfurt (drogowe) – do 21.12.2007[1]
- Słubice-Frankfurt (rzeczne) – do 21.12.2007
- Kunowice-Frankfurt (kolejowe) – do 21.12.2007[1].

## Placówki sąsiednie
- Placówka SG w Zielonej Górze-Babimoście ⇔ Placówka SG w Gorzowie Wielkopolskim – 1.08.2011[3].

## Komendanci placówki
- ppłk SG Krzysztof Czak (był 24.09.2011)[4]
- mjr SG/ppłk SG Krzysztof Krawiec[5] (był 30.09.2013[6]–25.03.2024[b][7])
- mjr SG/ppłk SG Dariusz Drążkowski (26.03.2024[c][7]–obecnie[7]).

## Upamiętnienie
- 2021 – 31 maja na Placu Bohaterów w Słubicach, w związku z 30. rocznicą powołania Straży Granicznej odbyły się uroczystości zorganizowane przez Region Nadodrzański ZEiRSG przy współudziale PSG w Świecku. W uroczystości udział wzięli emeryci Straży Granicznej – członkowie Regionu Nadodrzańskiego ZEiRSG na czele z Prezesem Regionu mjr. SG rez. Jerzym Siedlarzem, Prezes ZEiRSG płk SG w st. spocz. Marek Meszyński, przedstawiciel Klubu Generałów i Admirałów Straży Granicznej gen. bryg. SG rez. Andrzej Kamiński. reprezentanta Regionu Szczecin ZEiRSG ppłk. SG rez. Jarosława Kęsickiego, emeryci niezrzeszeni, mieszkańcy Słubic. Ze strony funkcjonariuszy SG udział w uroczystości wzięli: funkcjonariusze PSG w Świecku na czele z Komendantem PSG ppłk. SG Krzysztofem Krawcem, przedstawiciel Nadodrzańskiego Oddziału SG Naczelnik Wydziału ppłk SG Piotr Wojtunik, Komendant PSG w Gorzowie Wielkopolskim ppłk SG Krzysztof Słowik, funkcjonariusze SG i Bundespolizei ze wspólnej polsko–niemieckiej Placówki w Świecku oraz gość specjalny prof. dr. hab. Jerzy Prochwicz – Zastępca Dyrektora Instytutu Nauk o Bezpieczeństwie Uniwersytetu Jana Kochanowskiego w Kielcach. Władze lokalne reprezentowane były przez Burmistrza Słubic Mariusza Olejniczaka i Wicestarostę Słubickiego Roberta Włodka oraz towarzyszące im osoby. O godz. 13.00 odbyło się posadzenie Drzewa Pamięci oraz odsłonięcie tabliczki pamiątkowej informującej o tym fakcie. Następnie tabliczkę pamiątkową odsłonili Komendant PSG w Świecku ppłk SG Krzysztof Krawiec i Prezes RN ZEiRSG mjr SG rez. Jerzy Siedlarz. Wartę honorową przy pomniku „W Hołdzie Weteranom” zapewnili harcerze z Hufca Słubice. Po uroczystości na Placu Bohaterów na sali konferencyjnej Starostwa Powiatowego w Słubicach odbyła się konferencja pt. „30 lat Straży Granicznej – polskie formacje ochrony granic po 1918 roku”. Prof. dr. hab. Jerzy Prochwicz wygłosił referat na temat organizowania się formacji ochrony granic po uzyskaniu przez Polskę niepodległości z uwzględnieniem Korpusu Ochrony Pogranicza, Straży Granicznej, Wojsk Ochrony Pogranicza i obecnej formacji o charakterze policyjnym, czyli współczesnej Straży Granicznej[8][9].
- 27 października 2023 w Regionie Nadodrzańskim, uwzględniających obchody 25-lecia powstania Związku Emerytów i Rencistów Straży Granicznej, a także Święta Związku i Dnia Weterana Służby Granicznej w Słubicach odsłonięto tablicę pamiątkową poświęconą Polskim Formacjom Granicznym. Tablica została umiejscowiona po prawej stronie bramy wjazdowej na „Osiedle Świerkowe”, położone u zbiegu ulic: Konstytucji 3-go Maja, Mieszka I i Władysława Jagiełły, tworzących  mini rondo, które Uchwałą Rady Miejskiej w Słubicach nr XLV/519/2022 z 23 czerwca 2022 otrzymało nazwę „Ronda Pograniczników”. Tablica pamiątkowa została wmurowana w tym miejscu, ponieważ w latach 1945–2005 na terenie dzisiejszego „Osiedla Świerkowego” stacjonowały Jednostki Polskich Formacji Granicznych: do 1991 Batalion Graniczny i  Strażnica Wojsk Ochrony Pogranicza, a po rozformowaniu WOP i utworzeniu na bazie tych wojsk Straży Granicznej – Strażnica Straży Granicznej i Placówka SG w Świecku z siedzibą w Słubicach. Wartę honorową przy odsłanianej tablicy pamiątkowej zapewnili: Hufiec ZHP w Słubicach i PSG w Świecku.

Do odsłonięcia tablicy pamiątkowej zaproszeni zostali:
- Burmistrz Słubic – Mariusz Olejniczak
- Starosta Słubicki – Leszek Bajon – w zastępstwie wicestarosta – Robert Włodek
- Przedstawiciel Komendanta NoOSG w Krośnie Odrzańskim – ppłk SG Piotr Wojtunik – Naczelnik Wydziału
- Przedstawiciel Komendanta PSG w Świecku – kpt. SG Marcin Kalinowski – Zastępca Komendanta PSG w Gorzowie Wielkopolskim
- Prezes RN ZEiRSG – Jerzy Siedlarz
- Weteran służby granicznej – płk SG w st. spocz. Zygmunt Sejnik, który wiele lat pełnił służbę na tym terenie.

Ideą przewodnią zainstalowania tablicy pamiątkowej, poświęconej żołnierzom i funkcjonariuszom Polskich Formacji Granicznych w tym konkretnym miejscu, było zachowanie w pamięci tego rejonu oraz uhonorowanie naszych poprzedników, którzy pełnili zaszczytną służbę w ochronie granicy naszej Ojczyzny na odcinku środkowej Odry granicznej.